# De verrekijker (novelle)
De verrekijker is het boekenweekgeschenk van 2013, geschreven door Kees van Kooten. Het kwam uit in maart 2013, op de eerste dag van de Boekenweek, die in 2013 als motto hanteerde "Gouden Tijden, Zwarte Bladzijden". De auteur houdt zich keurig aan het opgegeven thema.

## De Brief
Op 1 augustus 1940 krijgt sergeant Van Kooten, Vreeswijkstraat 174 te Den Haag een brief thuis met retourenveloppe. Afzender is zijn superieur Kapitein R.A. van Holthoon, Hoofd van het Regelingsbureau Regiment Grenadiers. Onderwerp is een “eisch tot schadevergoeding” ten bedrage van 9 gulden 75 ingediend door den Heer J. Treurniet te Berkel en Rodenrijs. Dit wegens het vorderen van een veldkijker.

## Samenvatting
Schrijver Kees van Kooten verdiept zich met tegenzin in het oorlogsverleden van zijn vader. Hij vindt in de nagelaten papieren van zijn in 1979 overleden vader sergeant C.J. van Kooten een intrigerende brief. Tijdens de vijfdaagse oorlog met de Duitsers zou de sergeant een oorlogskijker gevorderd hebben van burger J. Treurniet.
De auteur worstelt zich in 95 pagina’s door het oorlogsverleden van zijn vader en zijn eigen diensttijd. Uiteindelijk besluit hij zich te richten op de plaats delict, Berkel en Rodenrijs. Hij doet dit in het besef dat het steeds moeilijker zal worden om klaarheid te brengen in dit stukje oorlogsverleden. Zijn contacten via het NIOD lopen echter dood, zodat hij uiteindelijk genoodzaakt is 47 overgebleven Treurniets in Berkel en Rodenrijs lastig te gaan vallen.
Uiteindelijk komt hij in een verzorgingshuis een vrouw tegen met een foto. Ze staat erop als klein meisje met haar vader. De foto zou op 2 april 1940 zijn gemaakt door een vriendelijke sergeant. Op aandringen van haar vader heeft de militair een uurtje de kijker geleend. Waarop haar geldbeluste moeder een officiële eis tot schadevergoeding heeft ingediend. De auteur besluit aan het eind van het boek om het oorlogsalbum van zijn vader aan het NIOD over te dragen.

## Thema
Tweede Wereldoorlog
Queeste